# Karen Racicot
Karen Racicot est une actrice canadienne née à Sorel (Québec).

## Filmographie
- 1983 : The Terry Fox Story (TV) : French-Canadian Waitress
- 1984 : Le Marchand d'armes (The Gunrunner) : Marie-Thérèse
- 1985 : Hold-up : Journaliste
- 1986 : Sword of Gideon (TV) : Hamsharis Mistress
- 1987 : Le Frère André
- 2002 : FranCœur (TV) : Bérengère Laliberté
- 2005 : Les Ex (série TV) : La nymphomane
- 2014 : Série noire (série TV) : Solange